# 1986 FIFAワールドカップ準々決勝 アルゼンチン対イングランド
1986 FIFAワールドカップ準々決勝 アルゼンチン対イングランドは、1986年6月22日にメキシコシティのエスタディオ・アステカで行われ、アルゼンチン代表がイングランド代表を2-1で下した。

## 概要
この試合はアルゼンチンとイギリスが戦ったフォークランド紛争の4年後に行われ、サッカーにおけるアルゼンチンとイングランドの間のライバル意識の形成に大きな影響を与えた。この試合ではアルゼンチンのディエゴ・マラドーナがサッカー史に残るふたつのゴールを決めた。一つ目は51分の「神の手」ゴールであり、本来は反則であるが、手を使ってボールをゴールに押し込んだ。二つ目は54分の「5人抜き」ドリブルによる得点であり、イングランドのフィールドプレーヤー5人とキーパーをドリブルでかわしてゴールを決めた。2002年、この5人抜きドリブルによる得点はFIFA.comによる投票でゴール・オブ・ザ・センチュリー(Goal of the Century)に選ばれた。アルゼンチンはこの大会の決勝で西ドイツを3-2で破って優勝し、マラドーナは大会最優秀選手賞を受賞した。イングランドのゲーリー・リネカーは大会得点王に輝いた。

## 背景
19世紀、イギリスからの移民がアルゼンチンにサッカーをもたらしたが、イングランド代表とアルゼンチン代表の間のライバル意識は一般にイングランドで開催された1966 FIFAワールドカップまで遡ると言われる。ウェンブリー・スタジアムで行われた準々決勝でイングランドとアルゼンチンが対戦し、アルゼンチンのキャプテンであるアントニオ・ラティンが退場処分を受けたほか、度を越したラフプレーを連発したイングランドの前にアルゼンチンは敗れ去った。ラティンは退場処分に怒りをあらわにし、イングランドの大観衆を前にしたドイツ人主審の判定に偏りがあったのではないかと感じていた。イングランドのアルフ・ラムジー監督はラティンに対して「アニマル」(animals)という人種差別的な表現を用いて侮辱した。1966 FIFAワールドカップ以後にイングランドのトッテナム・ホットスパーFCでプレーしたオズワルド・アルディレスやリカルド・ビジャなどのアルゼンチン人選手は人気を博したが、両国間のライバル意識は強く残っていた。サッカー外に目を向けると、1982年のフォークランド紛争（マルビナス紛争）は両国間の不信感を増大させていた。南大西洋西部に位置するフォークランド諸島（アルゼンチンではマルビナス諸島と呼ばれる）はイギリス領であるが、1982年4月2日にアルゼンチン軍が上陸して占領した。イギリスはこれを自国領土への侵略とみなし、諸島を取り戻すために海軍部隊を派遣した。この紛争はイギリス軍に256人の死者を、アルゼンチン軍に645人の死者を出したため、紛争のちょうど4年後に行われた1986 FIFAワールドカップの対戦は興奮に満ちたものとなった。試合後、マラドーナは「我々は試合前に『サッカーはマルビナス戦争とは別物だ』と言ったが、たくさんの少年兵がまるで小鳥を殺すように殺されたことを知っている。この試合は復讐だった」と述べた。

### 1986 FIFAワールドカップ
1986 FIFAワールドカップの開催国は、当初予定されていたコロンビアからメキシコに変更となった。イングランドはヨーロッパ予選のグループ3を無敗で終えて本大会出場を決め、アルゼンチンは南米予選を首位で終えて本大会出場を決めた。グループリーグでは、アルゼンチンが2勝1分の勝ち点7で決勝トーナメント進出を決め、イングランドは苦戦したものの最終戦でポーランドを3-0で破って決勝トーナメント進出を決めた。決勝トーナメント1回戦では、アルゼンチンがウルグアイを下し、イングランドがパラグアイを下した。どちらも大会開幕時点では優勝候補とはみなされていなかったが、イングランドは大会を勝ち進む過程でチーム状態を改善し、アルゼンチンはマラドーナがチームを牽引した。

## 試合経過

### 前半
試合は序盤から両チームに決定機が生まれた。アルゼンチンが試合を支配し、マラドーナを中心に何度も決定機を迎えたが、イングランドのキーパーのピーター・シルトンのセーブに阻まれた。13分にはアルゼンチンのキーパーのネリー・プンピードが足を滑らせたが、イングランドのピーター・ベアズリーはチャンスを決められなかった。アルゼンチンはボール支配率でイングランドを上回り、相手を上回る走行距離を記録したが、イングランドの堅固な守備陣を破れず、0-0のまま前半が終了した。

### 後半
試合の後半には、この試合を有名にし、さらに悪名高くもしたふたつのプレーが生まれた。

#### 神の手ゴール

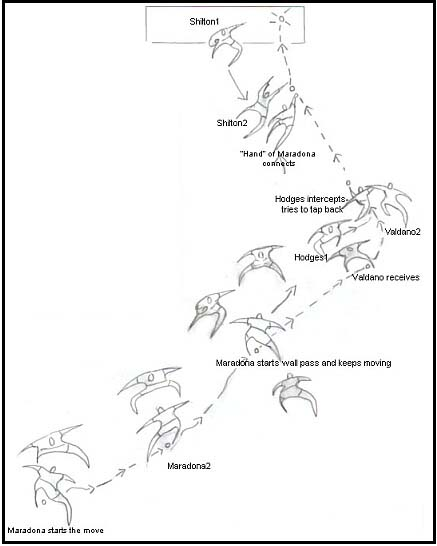
神の手ゴールを導いた動きの解説図

後半6分、マラドーナは左サイドから内側に切れ込み、斜め前のペナルティエリア角にいたホルヘ・バルダーノに転がるパスを出し、自身はバルダーノからのワンツーパスを期待して走り続けた。しかし、マラドーナのパスはわずかにバルダーノからずれ、守備に戻っていたイングランドのスティーヴ・ホッジに届いた。ホッジはボールをクリアしようとしたが蹴りそこない、ボールはペナルティエリアに進入していたマラドーナに向かって放物線を描いた。キーパーのシルトンは空中のボールをパンチングしてクリアしようと試み、20cm近くも身長でマラドーナに勝るシルトン（シルトンは183cm、マラドーナは166cmだった）が有利かと思われたが、マラドーナの方が先にボールに到達し、左手の握りこぶし外側でボールをはじいた。このボールはゴールに吸い込まれ、マラドーナの反則を見ていなかったチュニジア人主審のアリ・ビン・ナセルはアルゼンチンのゴールを認めた。マラドーナは後に、「チームメイトが私を抱きしめに来るのを待っていたが、誰も来なかった。私は彼らに『ハグしに来いよ、そうしなければ主審はゴールを認めないぞ』と言ったんだ」と語った。
試合後の記者会見でマラドーナは「ゴールはマラドーナの頭が少しと神の手が少しのおかげだ」(un poco con la cabeza de Maradona y otro poco con la mano de Dios)と主張し、「神の手」(西 : La Mano de Dios, 英 : Hand of God)というフレーズが作りだされた。彼が手でボールを叩いていたことがビデオや写真によって証明され、世界中のテレビや新聞でそのことが示された。イングランドのボビー・ロブソン監督は（マラドーナを非難する代わりに）「いたずら小僧の手だ」と述べた。この得点は両者のライバル意識の増大に火を注ぎ、イングランド人はFIFAワールドカップ優勝の可能性が騙し取られたと感じた。一方、アルゼンチン人はこの先制点の経緯に満足し、セサル・ルイス・メノッティ監督は「（アルゼンチンの）人々はこう言っている。『大いに素晴らしい! この得点はとても不誠実で、とても非情だ。イングランド人を酷く傷つけたのだから』」と語った。

#### 世紀のゴール
しばしば史上最高の個人ゴールと主張される「世紀のゴール」と呼ばれるゴールは、「神の手」ゴールのたった4分後に生まれた。エクトル・エンリケがマラドーナにパスを出し、ハーフウェーラインから自陣側に10 m内側にいたマラドーナはドリブルを開始した。10秒間のダッシュでボールを持ったまま60 mを駆け上がり、ベアズリー、ピーター・リード、テリー・ブッチャー（2度）、テリー・フェンウィックの5人をかわした。さらにキーパーのシルトンもドリブルでかわし、ボールをゴールに押し込んで2-0となる得点を挙げた。
このゴールについてマラドーナは「バルダーノにパスしようと思っていたが、相手選手が囲んできたのでスペースがなかった。そのために、自ら持ち上がってシュートしなければならなかった」と語った。彼は後にフェアプレーに徹したイングランドに賛辞を述べ、「他のチームに対して私があのプレー（5人抜き）をできたとは思わない。寄って集って潰しに来るからだ。彼ら（イングランドの選手たち）はおそらく世界で最も気高い」と語った。2002年、このゴールは2002 FIFAワールドカップ期間中にFIFAのウェブサイト上で行われた投票によってゴール・オブ・ザ・センチュリー(Goal of the Century)に選ばれた。2位には1998 FIFAワールドカップでイングランドのマイケル・オーウェンがアルゼンチン戦で決めたゴールが入り、4位にはマラドーナが1986 FIFAワールドカップ準決勝のベルギー戦で決めたゴールが入った。
ゴール・オブ・ザ・センチュリー投票結果
| 順位 | 選手                 | 相手             | 大会                    | 得票数   |
| ---- | -------------------- | ---------------- | ----------------------- | -------- |
| 1.   | ディエゴ・マラドーナ | イングランド     | 1986 FIFAワールドカップ | 18,031票 |
| 2.   | マイケル・オーウェン | アルゼンチン     | 1998 FIFAワールドカップ | 10,631票 |
| 3.   | ペレ                 | スウェーデン     | 1958 FIFAワールドカップ | 9,880票  |
| 4.   | ディエゴ・マラドーナ | ベルギー         | 1986 FIFAワールドカップ | 9,642票  |
| 5.   | ゲオルゲ・ハジ       | コロンビア       | 1994 FIFAワールドカップ | 9,297票  |
| 6.   | サイード・オワイラン | ベルギー         | 1994 FIFAワールドカップ | 6,756票  |
| 7.   | ロベルト・バッジョ   | チェコスロバキア | 1990 FIFAワールドカップ | 6,694票  |
| 8.   | カルロス・アウベルト | イタリア         | 1970 FIFAワールドカップ | 5,388票  |
| 9.   | ローター・マテウス   | ユーゴスラビア   | 1990 FIFAワールドカップ | 4,191票  |
| 10.  | エンツォ・シーフォ   | ウルグアイ       | 1990 FIFAワールドカップ | 2,935票  |

#### リネカーの得点とアルゼンチンの勝利
アルゼンチンのリードにより、イングランドはクリス・ワドルとジョン・バーンズというふたりのフォワードをピッチに送りだした。試合序盤に激しく攻め立てたアルゼンチンに疲労が見え始め、イングランドは試合を振り出しに戻すためにさらなる攻勢を仕掛けた。グレン・ホドルとバーンズの舵取りでチャンスを創出し、80分にゲーリー・リネカーがバーンズのクロスからこの大会6得点目となる得点を決めた。しかしアルゼンチンも同様に決定機を作りだし、リネカーのゴールの直後には途中出場のカルロス・タピアがゴールポストに直撃するシュートを放った。87分にはバーンズのクロスに対してリネカーとアルゼンチンのフリオ・オラルティコエチェアが反応し、フェアなプレーではあったが両者が空中で激突した。イングランドは同点に追いつくことができず、アルゼンチンが2-1で勝利した。

## 試合後
試合後にはホッジがマラドーナとユニフォームを交換し、このユニフォームは2000年代にイギリスのナショナル・フットボール・ミュージアムに貸し出された。マラドーナはまた、彼に厳しいマークを付けてタックルを仕掛けた他国と比べ、フェアなプレーに徹したイングランドを称賛した。イングランドでは多くの国民がマラドーナのハンドボールに欺かれたと感じており、アルゼンチンに対するライバル意識がいっそう強まった。その一方でアルゼンチンでは、この試合はフォークランド紛争の仕返しとみなされ、1966 FIFAワールドカップ準々決勝でのアンフェアな試合の仕返しであるともされた。かつてアルゼンチン代表であったロベルト・ペルフーモは「1986年はイングランドに対する勝利だけで十分であり、FIFAワールドカップで優勝することは二の次であった。イングランド撃破が真の目標であった」と語った。マラドーナの最初のゴールはイングランドで大きな論争となったが、2点目は世界中でその輝きが認められた。彼の才能に対するイングランドの評価としては、2002年にChannel 4が行った投票が良く知られており、「スポーツにおける最高の瞬間」を100位まで選出したその投票ではマラドーナの2点目が6位に選ばれた。
エスタディオ・アステカの外にはマラドーナの2点目のシーンの彫像が建立された。アルゼンチンはこの大会で優勝し、1990 FIFAワールドカップでも準優勝となった。イングランドはリネカーがこの大会の得点王に輝き、1990 FIFAワールドカップでは自国開催で優勝した1966 FIFAワールドカップに次ぐ4位という成績を残した。両国はフランスで開催された1998 FIFAワールドカップと日本と韓国で共催された2002 FIFAワールドカップでも対戦している。1998 FIFAワールドカップでは両者にひとつずつのPKが与えられた後、イングランドのデヴィッド・ベッカムが退場処分を受けたが、マイケル・オーウェンが見事なゴールを決めて一躍ヒーローとなった。2002 FIFAワールドカップではグループリーグで対戦し、グリニッジ標準時における正午にキックオフされた試合は「史上最長の昼休み」と表現された。イングランドの何百万という人々がテレビ観戦するために仕事や活動の手を止めたためであった。ベッカムのPKでイングランドが1-0で勝利し、結局アルゼンチンは決勝トーナメント進出を逃した。

## 試合詳細
| 1986年6月22日 12:00 (CST) |

| アルゼンチン          | 2 - 1    | イングランド  |
| マラドーナ 51分, 54分 | レポート | リネカー 80分 |

| メキシコシティ、エスタディオ・アステカ 観客数: 114,580人 主審: アリ・ビン・ナセル（チュニジア） |

| アルゼンチン | イングランド |

| アルゼンチン       |    |                              |      |      |
|                    |    |                              |      |      |
| GK                 | 18 | ネリー・プンピード           |      |      |
| DF                 | 5  | ホセ・ルイス・ブラウン       |      |      |
| DF                 | 9  | ホセ・ルイス・クシューフォ   |      |      |
| DF                 | 19 | オスカル・ルジェリ           |      |      |
| MF                 | 2  | セルヒオ・バティスタ         | 60分 |      |
| MF                 | 7  | ホルヘ・ブルチャガ           |      | 75分 |
| MF                 | 10 | ディエゴ・マラドーナ         |      |      |
| MF                 | 12 | エクトル・エンリケ           |      |      |
| MF                 | 14 | リカルド・ジュスティ         |      |      |
| MF                 | 16 | フリオ・オラルティコエチェア |      |      |
| FW                 | 11 | ホルヘ・バルダーノ           |      |      |
| 途中出場           |    |                              |      |      |
| MF                 | 20 | カルロス・タピア             |      | 75分 |
| 監督               |    |                              |      |      |
| カルロス・ビラルド |    |                              |      |      |

| イングランド     |    |                          |     |      |
|                  |    |                          |     |      |
| GK               | 1  | ピーター・シルトン       |     |      |
| DF               | 2  | ゲーリー・スティーヴンス |     |      |
| DF               | 3  | ケニー・サンサム         |     |      |
| DF               | 14 | テリー・フェンウィック   | 9分 |      |
| DF               | 6  | テリー・ブッチャー       |     |      |
| MF               | 4  | グレン・ホドル           |     |      |
| MF               | 16 | ピーター・リード         |     | 64分 |
| MF               | 17 | トレヴァー・スティーヴン |     | 74分 |
| MF               | 18 | スティーヴ・ホッジ       |     |      |
| FW               | 10 | ゲーリー・リネカー       |     |      |
| FW               | 20 | ピーター・ベアズリー     |     |      |
| 途中出場         |    |                          |     |      |
| FW               | 11 | クリス・ワドル           |     | 64分 |
| FW               | 19 | ジョン・バーンズ         |     | 74分 |
| 監督             |    |                          |     |      |
| ボビー・ロブソン |    |                          |     |      |

| 副審 ベルニー・ウジョア・モレラ ボグダン・ドチェフ |